# San Martino I Papa
San Martino I Papa är en kyrkobyggnad i Rom, helgad åt den helige påven Martin I. Kyrkan är belägen vid Via Veio i quartiere Appio-Latino och tillhör församlingen San Martino I Papa.
Kyrkan förestås av stiftspräster.

## Beskrivning
Kyrkan uppfördes efter ritningar av arkitekten Giuseppe Russo Rocca och fullbordades år 1965. Dess exteriör företer inte några för kyrkor utmärkande kännetecken. Interiören är enskeppig. Absiden har ett vitt kors med tabernaklet i mitten. Till vänster ses ett tondoporträtt föreställande den helige Martin I.

## Kommunikationer
- Tunnelbanestation San Giovanni – Roms tunnelbana, linje
- Busshållplats Magna Grecia/San Giovanni – Roms bussnät, linje 77